# Bernard Weiss
Bernard Weiss (o Bernhard, o Weis, según la fuente) fue un lingüista ficticio inventado para legitimar las teorías que separan el valenciano del idioma catalán, si bien cabe que la intención real fuera ridiculizar el secesionismo lingüístico y el sector del blaverismo valenciano no se percató. No se sabe quien o quienes crearon esta identidad. 
A principios de la década de 1980, un cierto profesor Bernard Weiss, filólogo del Departamento de Lenguas Románicas de la Universidad de Múnich, enviaba ponencias a reuniones blaveras y artículos para la prensa valenciana en los que validaba el secesionismo dándole una legitimación científica. Suyos eran los descubrimientos de textos del siglo XI de trovadores valencianos en mozárabe hasta entonces desconocidos como Bertran Desdelueg, Luís Llach i Salvatore Coniglia. Sin embargo, Bernard Weiss no hacía apariciones públicas, no concedía entrevistas ni atendía al teléfono, una impostura que se alargó durante más de seis años. Ello hizo sospechar que había fraude y se pidió información a la misma universidad de Múnich, desde donde se respondió que no había nadie con ese nombre. Pero tras tanto tiempo proporcionando argumentos pseudocientíficos a los defensores de la lengua valenciana, José Payá Alberola (escritor, historiador, arqueólogo y filólogo blavero) le invitó a asistir al Primer Congrés de la Llengua Valenciana celebrado en mayo de 1985 en Elche.
La verosimilitud de su propia existencia quedó discutida desde las crónicas del periódico Las Provincias, que se contradice respecto a la presencia del supuesto profesor Bernard Weiss:
Éxito del primer congrés de la Llengua Valenciana
«Con la lectura de conclusiones se cerrará hoy el […] Las sesiones han alcanzado gran altura, destacando la intervención del profesor de la Universidad de Münich Bernard Weiss, con un interesante trabajo sobre la lingüística valenciana.»;
Conclusiones del primer congrés de la Llengua Valenciana
«El idioma valenciano es autóctono
[…] El primer día o fecha inaugural resultó frío, por la escasez de asistentes, que se multiplicaron durante el sábado y, particularmente, el domingo, en què llegaron varios turismos y autocares desde Valencia. […]La primera conclusión de la asamblea es que la lengua valenciana constituye un idioma románico autóctono, en el que se da un caso único y sin precedentes[…] Entre los ponentes han figurado […] el profesor Herran Bernhard Weiss, de la Universidad de Munich, cuya lección fue leída por una hermana suya, al serle imposible el desplazamiento […] Entre los acuerdos adoptados figura celebrar el Segundo Congreso y solicitar a S.M. El Rey que conceda de Real a la Academia de Cultura Valenciana.»
Sin que se conozca el motivo, el conocido como «Dr. Bernard Weiss dejó inmediatamente de publicar estudios lingüísticos en periódicos y dejó de ser citado por los defensores de la lengua valenciana. No se han encontrado en ningún sitio escritos de un filólogo romanista llamado Bernard Weiss en la bibliografía científica, ni los manuscritos que Weiss supuestamente descubrió han sido nunca publicados ni han aparecido en público.